# Rapport voor mijn Ouders
Rapport voor mijn Ouders is een Nederlands televisieprogramma van de KRO uit 2013. 
In het programma vullen kinderen in de leeftijdscategorie 8-12 jaar een rapport in voor hun ouders. 'Vakken' op dit rapport zijn bijvoorbeeld geduld, verkeer, kleding en koken. Elke aflevering staat een school centraal, de rapporten worden voor de opnames ingevuld. Tijdens de uitzending worden deze besproken door presentator Rob Kamphues met de ouders. Ook worden er elke aflevering interviews uitgezonden die bij een kind thuis zijn opgenomen. Hierin vertelt het kind zijn/haar levensverhaal, de ouders zijn niet bij die opnames aanwezig. De eerste aflevering werd op 19 mei 2013 uitgezonden. 